# 元樹
元 樹（げん じゅ、485年 - 532年）は、北魏の皇族。献文帝の孫。南朝梁に亡命した。字は秀和、または君立。

## 経歴
咸陽王元禧の子として生まれた。美貌と将才で知られた。宗正卿となった。父の死後、兄の元翼や元昌らとともに梁に亡命した。武帝に気に入られ、魏郡王に封ぜられた。後に鄴王に改封された。揚州が梁に降ったとき、梁の将軍の湛僧珍が揚州の兵の変心を憂慮して、全て殺そうとした。元樹のはからいで、揚州の兵は北魏に帰ることができた。普通6年（525年）、元樹は南朝梁の使持節・都督郢司霍三州諸軍事・雲麾将軍・郢州刺史となった。南方の辺境の乱の討伐に活躍し、安西将軍となった。
大通2年（528年）、爾朱栄が河陰の変で北魏の官僚たちを殺害したことを聞くと、元樹は爾朱栄を討伐するよう武帝に請願した。武帝は元樹に兵馬を率いさせて北魏に侵攻させた。中大通2年（530年）、元樹は侍中・鎮右将軍となった。中大通4年（532年）、鎮北将軍・都督北討諸軍事となり、北魏の譙城を落とした。北魏の樊子鵠・杜徳らが攻撃してきたため、元樹は城を堅く守って撃退した。樊子鵠が金紫光禄大夫の張安期を派遣して交渉し、元樹が譙城を放棄して南に帰ることで話がまとまった。元樹は誓約を信じて、戦いの備えをしていなかった。そこに杜徳の襲撃を受け、捕らえられて洛陽に送られた。永寧仏寺（『北史』では景明寺）に拘禁され、まもなく死を賜った。
子の元貞が東魏の孝静帝を頼って、鄴におもむき、元樹の埋葬を求めて許された。元樹に侍中・都督青徐兗揚豫五州諸軍事・太師・司徒公・尚書令・揚州刺史の位が追贈された。元貞は父を埋葬すると、江南に帰り太子舎人となった。侯景の乱のとき、元貞は咸陽王となった。

## 伝記資料
- 『魏書』巻21上 列伝第9上
- 『北史』巻19 列伝第7
- 『梁書』巻39 列伝第33